# Kościół św. Jana Chrzciciela w Mielegianach
Kościół św. Jana Chrzciciela w Mielegianach – kościół parafialny w Mielegianach.

## Historia
Kościół został wybudowany w latach 1779–1790 z fundacji Justyny Kublickiej, w wykonaniu woli jej zmarłego męża Kazimierza Kublickiego. Został poświęcony przez proboszcza ks. Wojciecha Odolińskiego. Świątynia została odrestaurowana w 1838 roku. Na początku XIX wieku kościół został wyremontowany z inicjatywy proboszcza ks. Placyda Szarkowskiego.

## Architektura
Kościół jest w stylu klasycystycznym, na planie prostokąta, bez wieży. Wnętrze jest trójnawowe. Ogrodzenie cmentarza kościelnego wykonane jest z kamienia. Autorem obrazów i rzeźb św. Piotra i św. Pawła jest artysta Wincenty Smokowski. Neobarokowe tabernakulum zostało wykonane w 1851 roku w warszawskiej fabryce Józefa Frageta. W prezbiterium znajduje się tablica epitafijna Stanisława Bortkiewicza, uczestnika powstania listopadowego. 